# Damian Kroczek
Damian Kroczek (ur. 5 października 1983) – polski piłkarz, grający na pozycji pomocnika lub napastnika.

## Kariera
Występował w juniorach Stadionu Śląskiego Chorzów. W 2002 roku przeszedł za 75 tysięcy złotych do GKS Katowice. W barwach tego klubu zagrał w 20 meczach w I lidze. W 2004 roku został zwolniony z GKS. Następnie pozyskaniem zawodnika byli zainteresowani ŁKS Łódź oraz Radomiak Radom. Kroczek został jednak zawodnikiem Grunwaldu Ruda Śląska. Później grał w klubach niższych lig, takich jak Halniak Maków Podhalański, Górnik Wesoła, Przemsza Siewierz, Orzeł Mokre, Warta Kamieńskie Młyny oraz Kolejarz 24 Katowice.